# 陳金臺
陳金臺（？—？），河南省許州直隸州郾城縣人，清朝政治人物、進士出身。
光緒十五年（1889年），参加光緒己丑科殿試，登進士二甲130名。同年五月，著主事，分部学习。